# Liste von Persönlichkeiten der Stadt Nossen
Die Liste von Persönlichkeiten der Stadt Nossen enthält Personen, die in der Geschichte der sächsischen Stadt Nossen im Landkreis Meißen eine nachhaltige Rolle gespielt haben. Es handelt sich dabei um Persönlichkeiten, die Ehrenbürger oder dort geboren sind oder dort gewirkt haben.
Für die Persönlichkeiten aus den nach Nossen eingemeindeten Ortschaften siehe auch die entsprechenden Ortsartikel.

## Ehrenbürger
- 1. April 1895 Otto von Bismarck (1815–1898), Reichskanzler
- Johann Christian Eberle (1869–1937), Bürgermeister von Nossen und Begründer des Sparkassengiroverkehrs
- März 2014: Hans Haubner (* 22. November 1942), Bürgermeister von Nossen 1990 bis 2006[1]

## Söhne und Töchter der Stadt
Die folgenden Personen sind in Nossen oder den heutigen Ortsteilen der Stadt geboren. Ob sie ihren späteren Wirkungskreis in Nossen hatten oder nicht, ist dabei unerheblich.

### Persönlichkeiten der Frühen Neuzeit
- Friedrich Funcke (1642–1699), Geistlicher, Kantor und Komponist

### Persönlichkeiten des 19. Jahrhunderts
- Johann Friedrich Voigtländer (1769–1844), evangelischer Theologe, geboren in Deutschenbora
- Albert Sigismund Jaspis (1809–1885), lutherischer Theologe und Generalsuperintendent von Pommern
- Paul Uhle (1827–1861), Pathologe
- Heinrich von Martius (1781–1831), Arzt, Naturwissenschaftler, Schriftsteller und Chronist

### Persönlichkeiten des 20. Jahrhunderts

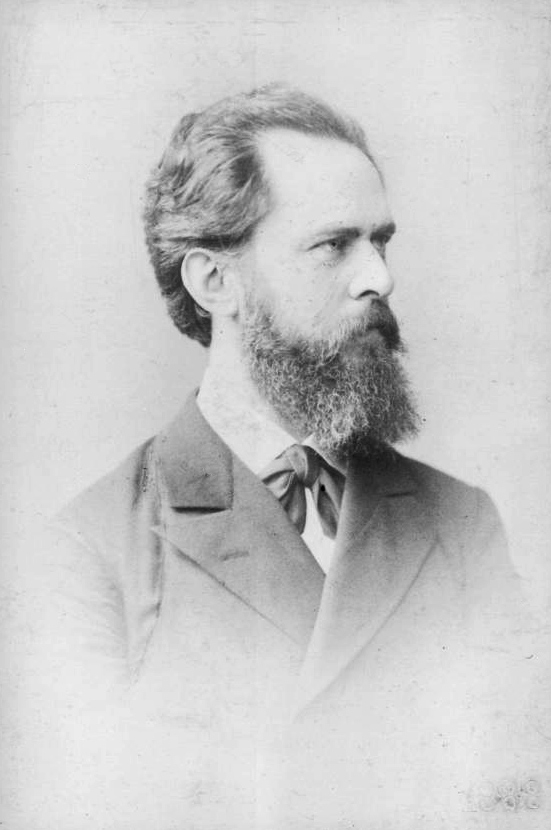
Bruno Zwintscher (1888)

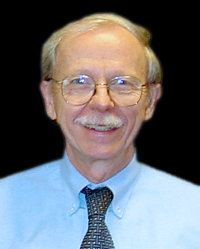
Wolfgang Mieder (2004)

- Bruno Zwintscher (1838–1905), Klavierpädagoge, geboren in Ziegenhain
- Albert Thiede (1844–1918), Theaterschauspieler, Regisseur und Theaterdirektor
- Konrad Seeliger (1852–1929), Altphilologe und Gymnasiallehrer
- Paul Richter (1859–1944), Architekt
- Friedrich Hermann Günther (1880–nach 1944), Jurist und Leiter der Sächsischen Staatskanzlei
- Johannes Herrmann (1880–1960), evangelischer Theologe und Alttestamentler
- Friedrich Wilhelm Quintscher (1883–1945), Ordensgründer und Schriftsteller, der dem Adonismus nahestand
- Manfred von Killinger (1886–1944), NS-Politiker und Diplomat, geboren auf Gut Lindigt
- Wilhelm Johannes Vierling (1889–1956), Jurist und 1945 für knapp drei Monate Oberbürgermeister der Stadt Leipzig
- Hellmuth von Weber (1893–1970), Rechtswissenschaftler und Kriminologe
- Willy Flößner (1898–1979), Florist
- Heinrich Schönfelder (1902–1944), Jurist, Herausgeber und Autor
- Erich Römer (1903–?), Maler, Schaffenszeit 1918–1958[2]
- Hans Polster (1908–1986), Forstwissenschafter, Landforstmeister und Hochschullehrer
- Heinz Frenzel (1920–2005), Fußballspieler und -trainer
- Johannes Adam (* 1923), Biostatistiker und Hochschullehrer
- Gottfried Heimrich (1924–2011), Maler und Grafiker
- Joachim Nitsche (1926–1996), Mathematiker
- Peter Spacek (1930–2005), DDR-Rundfunkkorrespondent[3]
- Erika Taube, geborene Vieweg (1933–2020), Ethnologin und Folkloristin
- Christian Richter (1941–2009), Rechtsanwalt und Strafverteidiger
- Hans Hütten (* 1943), Komponist und Trompeter[4]
- Wolfgang Blümel (* 1945), Klassischer Philologe und Epigraphiker.
- Wolfgang Mieder (* 1944) Professor für deutsche Sprache und Folklore an der US-amerikanischen University of Vermont in Burlington (Vermont)
- Christiane Palm-Hoffmeister (* 1945), Kabarettistin und Autorin
- Klaus-Dieter Hänsgen (* 1952), Psychologe und Hochschullehrer, seit 1994 Direktor des Zentrums für Testentwicklung und Diagnostik an der Universität Fribourg und seit 2004 dort auch Titularprofessor
- Elias Wegert (* 1955), Mathematiker und Universitätsprofessor

## Persönlichkeiten, die mit der Stadt in Verbindung stehen

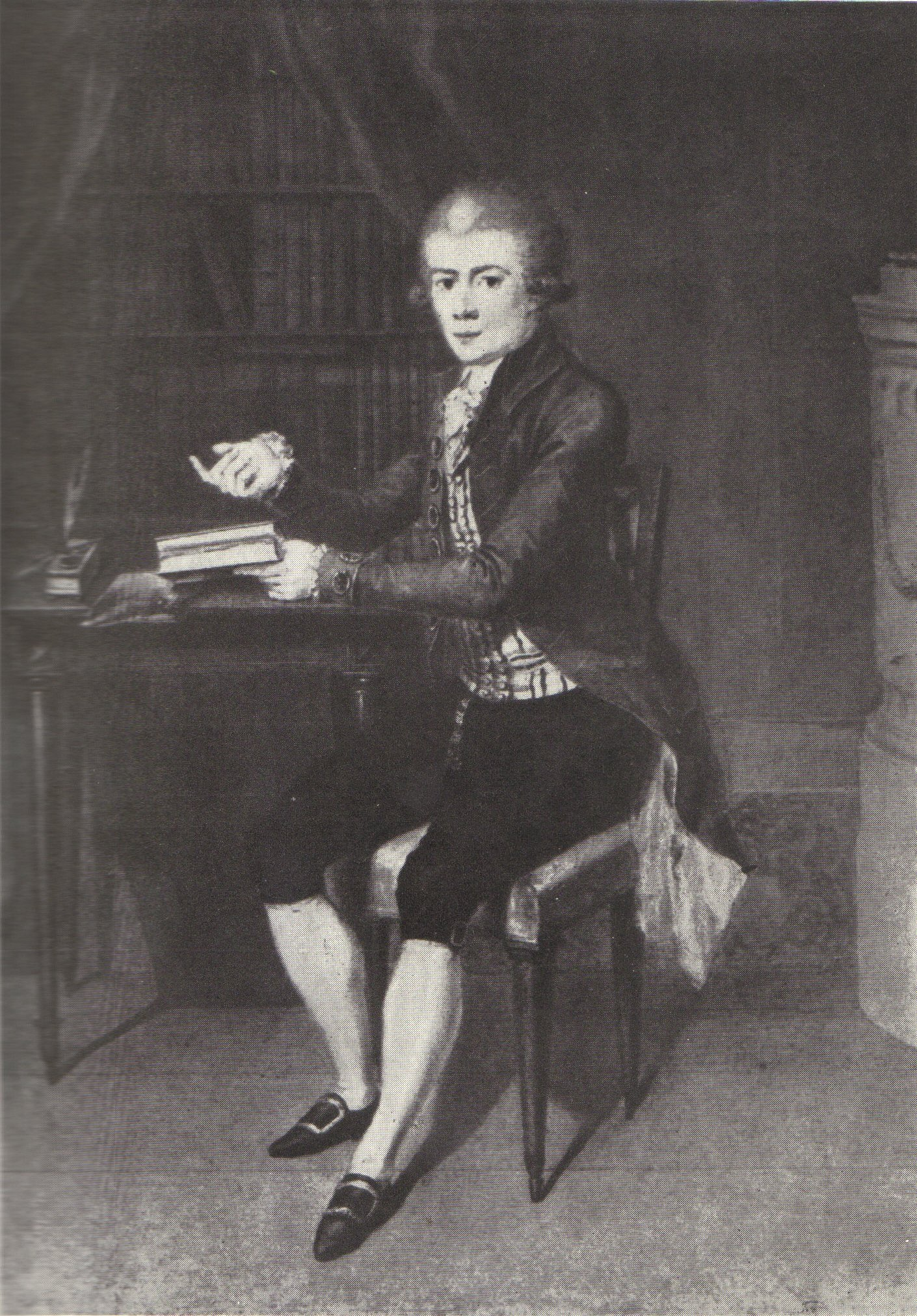
Friedrich August Röber

- Otto der Reiche (1125–1190), Markgraf von Meißen, Gründer des Klosters Altzella.
- Paul Bachmann (auch Amnicola) (zw. 1465 und 1468–1538), 1522–1538 Abt des Klosters Altzella
- August (1526–1586), Kurfürst von Sachsen, Erbauer des Schlosses Nossen
- Gräfin Cosel (1680–1765) wurde vom 23. November bis 24. Dezember 1716 im Nossner Schloss interniert und danach nach Stolpen verlegt.[5]
- Friedrich August Röber (1765–1827), sächsischer Sozialmediziner, Epidemiologe und Weinbaufachmann, Autor einiger Schriften sowohl zu medizinischen Themen als auch zum Weinbau, starb in Ilkendorf
- Napoleon Bonaparte (1769–1821), hatte sein Hauptquartier vom 7. zum 8. Mai 1813 auf dem Schloss Nossen[6]
- Gustave Mesny (1886–1945) französischer Generalmajor im Zweiten Weltkrieg, als deutscher Kriegsgefangener bei Nossen ermordet
- Gerhard Steinecke (1933–2013), Sachbuchautor und Chronist, von 1977 bis 1984 Museumsdirektor im Klosterpark Altzella
- Maja Nagelowa (auch Maja Nagel, * 15. März 1959), sorbische bildende Künstlerin (Grafik, Malerei), lebt seit 1997 in Eula.[7]